# Wildwood (Missouri)
Wildwood ist eine Stadt (mit dem Status „City“) im St. Louis County im US-amerikanischen Bundesstaat Missouri und Bestandteil der Metropolregion Greater St. Louis. Das U.S. Census Bureau hat bei der Volkszählung 2020 eine Einwohnerzahl von 35.417 ermittelt.

## Geografie
Wildwood liegt im westlichen Vorortbereich von St. Louis zwischen dem südlichen Ufer des Missouri River und dem Nordufer des Meramec River. Der Mississippi, der die Grenze zu Illinois bildet, liegt rund 45 km östlich. Wildwood liegt auf 38°34′58″ nördlicher Breite und 90°39′46″ westlicher Länge. Die Stadt erstreckt sich über 172 km², die sich auf 171 km² Land- und 1 km² Wasserfläche verteilen. 
Die Stadt liegt größtenteils in der Chesterfield Township, erstreckt sich aber auch in die Meramec und die Wildhorse Township.
Auf dem Stadtgebiet von Wildwood liegen der Babler State Park und die Rockwoods Reservation, ein IUCN-zertifiziertes Wildschutzgebiet.
Benachbarte Orte von Wildwood sind Chesterfield (16,6 km nordnordöstlich), Clarkson Valley (11,2 km nordöstlich), Ellisville (8,6 km östlich), Valley Park (21,1 km ostsüdöstlich), Eureka (12,5 km südsüdöstlich) und Pacific (16,9 km südwestlich). Das Zentrum der Stadt St. Louis liegt 44,5 km östlich.

## Verkehr
Durch das Zentrum von Wildwood verläuft die alte Route 66 auf einer gemeinsamen Strecke mit der Missouri State Route 100. In der Stadtmitte kreuzt die Missouri State Route 109. Alle weiteren Straßen sind County Roads oder weiter untergeordnete innerörtliche Verbindungsstraßen.
Durch Wildwood verläuft eine entlang des Missouri nach Westen führende Eisenbahnlinie der Union Pacific Railroad.
Unmittelbar nördlich an das Stadtgebiet von Wildwood anschließend befindet sich der Spirit of St. Louis Airport. Der größere Lambert-Saint Louis International Airport liegt rund 44 km nordöstlich von Wildwood.

## Demografische Daten
Nach der Volkszählung im Jahr 2010 lebten in Wildwood 35.517 Menschen in 12.112 Haushalten. Die Bevölkerungsdichte betrug 207,7 Einwohner pro Quadratkilometer. In den 12.112 Haushalten lebten statistisch je 2,93 Personen. 
Ethnisch betrachtet setzte sich die Bevölkerung zusammen aus 92,2 Prozent Weißen, 1,7 Prozent Afroamerikanern, 0,2 Prozent amerikanischen Ureinwohnern, 4,0 Prozent Asiaten sowie 0,4 Prozent aus anderen ethnischen Gruppen; 1,5 Prozent stammten von zwei oder mehr Ethnien ab. Unabhängig von der ethnischen Zugehörigkeit waren 2,3 Prozent der Bevölkerung spanischer oder lateinamerikanischer Abstammung. 
30,3 Prozent der Bevölkerung waren unter 18 Jahre alt, 60,8 Prozent waren zwischen 18 und 64 und 8,9 Prozent waren 65 Jahre oder älter. 50,5 Prozent der Bevölkerung war weiblich.
Das mittlere jährliche Einkommen eines Haushalts lag bei 115.181 USD. Das Pro-Kopf-Einkommen betrug 49.130 USD. 2,4 Prozent der Einwohner lebten unterhalb der Armutsgrenze.